# NGC 37
NGC 37 ist eine linsenförmige Galaxie vom Hubble-Typ SB0 im Sternbild Phönix am Südsternhimmel. Sie ist schätzungsweise 434 Millionen Lichtjahre von der Milchstraße entfernt und hat einen Durchmesser von etwa 140.000 Lj.
Im selben Himmelsareal befinden sich u. a. die Galaxien NGC 25, NGC 28, NGC 31.
Das Objekt wurde am 2. Oktober 1836 von John Herschel entdeckt.